# Hartwell (Missouri)
Hartwell – jednostka osadnicza w Stanach Zjednoczonych, w stanie Missouri, w hrabstwie Henry.